# СКД-5 «Сибиряк»
СКД-5 «Сибиряк» — советский двухбарабанный зерноуборочный комбайн.

## История
Производился Красноярским комбайновым заводом с 1969 по 1981 год.
В 1979 году началось производство модернизированного комбайна СКД-5М «Сибиряк» с двигателем СМД-18К, увеличенной до 1200 мм шириной молотилки, увеличенной до 4,5 м³ ёмкостью зернового бункера и увеличенной ёмкостью топливного бака.
Технические характеристики:
- дизельный двигатель — СМД-18КН
- пропускная способность — 5 кг/с
- вместимость бункера — 2,3 м³
- ширина молотилки — 1200 мм
- максимальная скорость движения — 8,5 (рабочая) и 21 (транспортная) км/ч
- масса — 7450 кг
- шнек наклонный.

## Варианты и модификации
- СКД-5[1] — базовый вариант
- СКД-5 повышенной проходимости для нечернозёмных районов РСФСР[1]
- СКД-5Р — рисозерноуборочный комбайн[1] на гусеничном ходу
- СКД-5М — модернизированный вариант 1979 года. Масса — 8300 кг, производительность — 8,4 тонны в час[1]
- СКД-5РМ